# Nageia
Nageia é um género de conífera pertencente à família Podocarpaceae.

## Espécies
- Nageia fleuryi
- Nageia formosensis
- Nageia maxima
- Nageia motleyi
- Nageia nagi
- Nageia wallichiana